# Aeródromo de La Lima
El Aeródromo de La Lima (IATA: LLH) es un aeródromo de aviación general que sirve a la ciudad de La Lima y San Pedro Sula en el departamento de Cortés en Honduras. El aeródromo está ubicado a 2,8 kilómetros al este de San Pedro Sula, ubicado en el lado oriental del Aeropuerto Internacional Ramón Villeda Morales.
El VOR-DME de La Mesa (ident:LMS) está ubicado a 3,1 kilómetros al norte-noroeste del aeródromo.